# Flerden
Flerden (Reto-Romaans: Flearda) is een gemeente en plaats in het Zwitserse kanton Graubünden, en maakt deel uit van het district Hinterrhein.
Flerden telt 195 inwoners.